# Rica Reinisch
Rica Reinisch (Seifhennersdorf, 6. travnja 1965.) je bivša istočnonjemačka plivačica.
Višestruka je olimpijska pobjednica u plivanju.
Godine 1989. primljena je u Kuću slavnih vodenih sportova.